# Saint-Germain-sur-Rhône
Saint-Germain-sur-Rhône is een gemeente in het Franse departement Haute-Savoie (regio Auvergne-Rhône-Alpes) en telt 373 inwoners (2005). De plaats maakt deel uit van het arrondissement Saint-Julien-en-Genevois.

## Geografie
De oppervlakte van Saint-Germain-sur-Rhône bedraagt 7,9 km², de bevolkingsdichtheid is 47,2 inwoners per km². De gemeente grenst aan de Rhône.
De onderstaande kaart toont de ligging van Saint-Germain-sur-Rhône met de belangrijkste infrastructuur en aangrenzende gemeenten.

## Demografie
Onderstaande figuur toont het verloop van het inwonertal (bron: INSEE-tellingen).